# شهرستان جلفا (جمهوری آذربایجان)
بخش جُلفا یکی از بخش‌های ناحیه خودمختار نخجوان در جمهوری آذربایجان است. شهر جلفای کهن که در این ناحیه واقع بود از شهرهای بزرگ ارمنی‌نشین بود که نزد ارمنیان با نام جوغا نامیده می‌شد. ارمنی‌ها اکنون آن ناحیه را «هین جوغا» به معنی جلفای کهنه، می‌نامند.
شاردن فرانسوی در زمان پادشاهی شاه عباس دوم و جانشینش شاه سلیمان سه بار به ایران سفر کرد و از جلفای کهنه گذر کرد.
در سفرنامه شاردن می‌خوانیم:

این جلفا را از آن جهت جلفای کهنه می‌گویند که از جلفای تازه که روبروی اصفهان ساخته شده باز شناخته شود ولی اکنون تنها یاد آن در برخی خاطرها به جا مانده‌است.
جلفای کهنه در طول کناره رود ارس و در شیب یک کوه واقع بود گذرگاه‌های سخت‌گذر داشته و با برجها و حصارهای کوچکی نگهبانی می‌شده‌است.
ارامنه می‌گویند این جلفا در زمان‌های گذشته چهار هزار خانه داشته‌است اما اگر مکان سنجش ویرانه‌های موجود باشد می‌توان باور که در زمان آبادانی نیز بیش از نصف این مقدار خانه نداشته‌است. طرح و نقشه جلفای کهنه بسیار خوش‌نما و همانند یک آمفی‌تئاتر طولانی است. در زمان حاضر در این ویرانه شهرک سی خانوار زندگی می‌کنند که همه ارمنی می‌باشند.
جلفا را شاه عباس بزرگ ویران کرد و همه ذوق و هنر و صنعتگری و هنری را که برای بر پا داشتن شهری بدان استحکام و استواری به کار رفته بود به خاک سپرد. همان عاملی که شاه را به ویران کردن نخجوان و دیگر شهرهای هم مسیر آن وادار کرده بود وی را به خراب کردن جلفا برانگیخت.
او بدین سبب چندین شهر و شهرک را خالی از سکنه و ویران کرد که عثمانیان به هنگام تعرض به ایران و عبور از این راه از تهیه خواربار محروم بمانند. شاه ایران همه شهرها و آبادیهای مسیر آن‌ها را تا تبریز خالی از سکنه و ویران و تبدیل به بیابان کرد تا سپاه دشمن گذشتن از آن را نتوانند. شاه عباس سکنه جلفا را با کلیه احشام و اموال و دارایی به شهرهای دیگر منتقل کرد و پس از ویران کردن آن درختان آن‌ها را به آتش سوزاند و چشمه سارها را نیز به زهر آلود تا دشمن از آن‌ها سیراب نشود.